# Ослобођење Крушевца октобра 1944.
Након борби против НОВЈ у оквиру немачких офанзива током јула и августа 1944, снаге ЈВуО између Ибра и Јужне Мораве су се раздвојиле. Четврта група јуришних корпуса прешла је у Шумадију и западну Србију, а на овом терену задржала се Расинско-топличка група корпуса ЈВуО под командом пуковника Кесеровића. Ове снаге бориле су се заједно са Немцима током одбране Крушевца од НОВЈ 9-11. септембра, током офанзивних операција 18-24. септембра, и током активне одбране Крушевца почетком октобра. Знатан део снага ЈВуО био је распоређен као спољашња одбрана Крушевца и западноморавских комуникација, са фронтом према НОВЈ, као и у самом Крушевцу.
Кад је након 10. октобра дошло до слома немачког фронта у источној Србији и наглог наступања Црвене армије, пуковник Кесеровић је уочио прилику да се у складу са директивом Михаиловића повеже са Црвеном армијом, понуди савезништво и афирмише статус својих снага као савезничке формације. У том циљу он је припремио препад на слабије немачке снаге у Крушевцу 14. октобра. Тог јутра поставио им је ултиматум да се предају, а након истека ултиматума његове снаге почеле су да разоружавају преостале Немце и припаднике РЗК. Немачки штаб и главнина се пробио према Краљеву, а око 11 часова у град је са истока ушао предњи одред 52. дивизије Црвене армије. Са командантом ове колоне Кесеровић је успоставио везу, након чега су одржали заједнички митинг у центру Крушевца.
Око 13 часова пред Крушевац је избио са североистока предњи одред 19. дивизије Црвене армије. На њих су Кесеровићеве снаге отвориле ватру, погрешно их сматрајући за јединицу НОВЈ. Након краће борбе у којој је погинуло 18 црвеноармејаца, овај одред Црвене армије је одбацио четнике и такође ушао у Крушевац.
Штаб Друге пролетерске дивизије није имао информације о уласку црвеноармејаца у Крушевац, па је, према предвиђеном плану, покренуо свој напад у 16:00 на широком фронту са југа на град Крушевац и комуникацију Крушевац – Краљево. Услед упорне одбране снага ЈВуО на позицијама које су раније утврдиле, борба се продужила и током ноћи.
Током 15. октобра НОВЈ је ушла у Крушевац и успоставила своју власт. Штаб Друге пролетерске дивизије успоставио је координацију са штабом 52. дивизије Црвене армије, и њихове снаге наставиле су заједнички наступање према Трстенику и Врњачкој Бањи. Јединице Црвене армије заузеле су непријатељски став према снагама ЈВуО, инсистирајући на њиховом разоружању. Остатак Расинско-топличке групе корпуса ЈВуО под Кесеровићевом командом укључио се у групацију генерала Трифуновића и преко ње поново успоставио сарадњу са Немцима. Тако је пропао овај маневар наглог успостављања непријатељства са Немцима и савезништва са Црвеном армијом.

## Збивања у области Крушевца током лета и почетком јесени 1944.

### Политичка збивања
Дана 25. августа краљ Петар II распустио је Михаиловићев штаб, а 12. септембра јавно преко радио-Лондона позвао припаднике Михаиловићевог покрета да ступе у редове НОВЈ. Упркос томе, Михаиловић је прогласио општу мобилизацију која је ступила на снагу 1. септембра, услед чега су формације ЈВуО бројчано знатно увећане.
Након интензивних консултација, Велика Британија и Сједињене Државе одлучиле су на пролеће 1944. да повуку своје војне мисије из штабова ЈВуО. 25. августа међутим америчка војна обавештајна служба ОСС послала је групу обавештајаца под командом пуковника Макдауела са специјалним задатком на подручје које су контролисале снаге ЈВуО. Ова група није имала статус војне мисије, и остала је при снагама ЈВуО до 1. новембра 1944, кад је повучена. Један њен припадник, поручник Еслфорд Крамер, био је у штабу Расинско-топличке групе корпуса ЈВуО и тако постао активан учесник збивања у Крушевцу.
Услед приближавања Црвене армије, у Бугарској су ојачали политички притисци за извлачење из рата. Крајем августа снаге бугарског окупационог корпуса почеле су извлачење из гарнизона у Србији. 28. августа напустили су Куршумлију, у коју су ушли делови Друге пролетерске дивизије НОВЈ. На целом подручју, јединице НОВЈ су се нагло попуњавале новим добровољцима, а осниване су и нове бригаде.

### Војна збивања
Након низа офанзива Војноуправног команданта Југоистока током јула 1944. у којима је учествовала и ЈВуО (операција Трумпф), у августу је, пробојем Оперативне групе дивизија преко Ибра, НОВЈ остварила доминацију између Ибра и Јужне Мораве. Почетком септембра, тежиште дејстава пренето је у западну Србију, и Шумадију, где је било тежиште продора Првог пролетерског и 12. корпуса НОВЈ. Главнина снага ЈВуО, Четврта група јуришних корпуса, одмарширала је из долине Западне Мораве да би се супротставила овом продору. С друге стране, Пета, 17. и 21. дивизија НОВЈ такође су се пребациле на север ради садејства и учествовања у продору. Друга пролетерска бригада прекомандована је у састав 21. српске дивизије за Београдску операцију. Друга пролетерска дивизија НОВЈ, која је остала на терену између Ибра и Јужне Мораве, ради формацијске попуне формирала је 17. септембра Шесту српску бригаду.
Знатне немачке снаге (1. брдска дивизија и делови других јединица), изазвани приближавањем Црвене армије и ослобођењем Зајечара од стране 23. дивизије НОВЈ, почетком септембра пребачене су у источну Србију. У Крушевцу је остала слабија немачка посада ојачана деловима РЗК и ЈВуО.
Ова војна померања и политичка превирања покушала је да искористи Друга пролетерска дивизија и нападом на Крушевац 9-12. септембра овлада центром области. Снаге ЈВуО обједињене са Недићевим снагама и немачка појачања успела су да одбију овај напад. Након одбијања четничког напада у околини Александровца 16. септембра, током 18. и 19. септембра Трећа српска и Четврта пролетерска бригада прешле су на леву обалу Западне Мораве ради разбијања снага ЈВуО у њиховој концентрацијској просторији. Наишавши на чврсту одбрану и контранападе јаких снага ЈВуО ојачаних мањим немачким оклопним деловима, биле су принуђене да се 22. септембра врате на десну обалу Западне Мораве. Противнапад ЈВуО настављен је наредних дана јужно од Западне Мораве. Нападом 24. септембра снаге ЈВуО успеле су да потисну Шесту српску бригаду (неки извори говоре о разбијању ове бригаде), и краткотрајно овладају Александровцем.
Након тога, ситуација се стабилизовала на тај начин да је Друга пролетерска дивизија држала положаје према Крушевцу и западноморавским комуникацијама са југа, вршећи повремене нападе, док су снаге ЈВуО држале одбрамбени фронт спољне одбране Крушевца и комуникације, са повременим контранападима уз помоћ мањих немачких оклопних састава.
8. октобра бригаду је од Врњачке Бање и Трстеника напало око 3.000 четника са осам тенкова и потиснуло је на линију тр. 932 - тр. 901 - Риђевштица - Голубовац. Са те линије бригада је 8/9. октобра извела противнапад и у оштрој борби, која је трајала до зоре 9. октобра, одбацила четнике у долину Западне Мораве.
На тим положајима бригаду су, међутим, 10. октобра напала три четничка корпуса од Крушевца и Ратаја. Они су пред ноћ, послије увођења у напад новопристиглих снага, успјели да дио 4. бригаде потисну преко Расине. Дан касније, 11. октобра, бригада се нашла на положајима Наупаре - Гркљане - Баба -Превалац (тр. 758) - Васићко брдо (к. 421) - Турја (тр. 476) - Берта (к. 509). Ноћу 11/12. октобра. бригада је извела противнапад с 3. и 5. батаљоном правцем Мајдево - Гаревина, 2. и 4. батаљоном правцем Превалац - Ћелије - Суботица - Злегиње, 1. батаљоном правцем Жилинци - Љубинци. До 12. навече њени су батаљони одбацили      непријатеља      према      Крушевцу,      Стопањи      и Александровцу. Послије тога бригада је посјела положаје на линији Љубинци - Трнавци - Горњи Степош - Доњи Степош. На тој просторији задржала се све до 14. октобра.

## Ситуација средином октобра 1944.
Између 9. и 12. октобра 4. гардијски механизовани корпус и делови 64. и 68. стрељачког корпуса Црвене армије направили су брешу у немачком фронту у околини Зајечара, и кроз ту брешу енергичним наступањем избили у долину Велике Мораве. Тиме је пала немачка одбрана и наступајуће снаге Црвене армије у Поморављу јужно од Велике Плане наилазиле су само на спорадичан отпор немачких заштитница, те су напредовале готово маршевском брзином.
Између 12. и 14. октобра у Нишкој операцији снаге НОВЈ и бугарска армија избиле су у долину Јужне Мораве и прешле је, опколивши и разбивши главнину 7. СС дивизије у извлачењу на путу Ниш - Прокупље. 7. СС дивизија представљала је окосницу јужног фронта у Србији, и њеном штабу су биле потчињене све сопствене и остале јединице на овом подручју. У Крушевцу се налазио штаб дивизије са слабијим штапским и позадинским снагама. Разбијањем ове дивизије практично је престао организовани отпор Немаца у области Јужне Мораве.
Претходнице Армијске групе „Е“ 10. октобра потиснуте су из Врања на југ од стране 22. дивизије НОВЈ. Услед овога и неодрживости положаја у источној србији, дефинитивно је пропала замисао о спајању Армијске групе „Србија“ и Армијске групе „Е“ преко Поморавља. Команда Југоистока била је принуђена да своје одбрамбене напоре концентрише на две главне тачке:
- Београд, ради прихвата опкољене групације „Штетнер“ у источној Србији
- Краљево, ради обезбеђења јединог пута за извлачење Армијске групе „Е“ из Македоније и Грчке.

Ипак, Команда Југоистока и даље се заносила идејом о задржавању Крушевца у својим рукама, с обзиром на његов стратешки значај на улазу у долину Западне Мораве. За ово међутим нису располагали ни приближно адекватним снагама на лицу места.
Током овог брзог развоја догађаја, у Крушевцу је владао известан статус кво. Малобројне немачке позадинске снаге, али и важне штапске службе, налазиле су се у самом граду. Знатне снаге ЈВуО и бивше Недићеве снаге које су се ујединиле са ЈВуО налазиле су се делом у граду, делом на линији одбране према југу. Немци су одржавали проходном комуникацију Крушевац - Краљево оклопним патролама. Друга пролетерска дивизија НОВЈ налазила се на положајима за напад јужно од града и комуникације, са мањим саставима источно и североисточно од Крушевца.
Непријатељи у првом реду четници, са којима је командовао по злу познати Кесеровић, до 14. октобра су посјели положаје за одбрану Крушевца и правца Крушевац - Краљево, све до у висини Врњачке Бање, и на тим положајима биле су главне четничке снаге. При организацији одбране Крушевца непријатељ је нарочиту пажњу посвећивао одбрани правца Крушевац - Разбојна, Крушевац-Александровац и Крушевац -Трстеник. Правцима Крушевац - Сталаћ и Крушевац - Ђунис непријатељ није посвећивао већу пажњу и на истима је истурио само осматраче, ради обавештавања. Ово и ради тога што је Кесеровић, преко својих овлашћених официра, у Ћићевцу био ухватио везу са штабом 52. дивизије Црвене армије

## Догађаји у Крушевцу 14. и 15. октобра 1944.
У 6:30 14. октобра по властитој изјави командант снага ЈВуО у граду и околини, пуковник Кесеровић, доставио је немачкој посади у Крушевцу ултиматум да се предају. Немци су овим били веома изненађени. Према наводима поручника Крамера, немачки командант Крушевца, односно крајскомандантуре 833, мајор Кни, био је изненађен и „питао зашто га четници нису бранили, а Кесеровић је одговорио да му је обећао само да ће се борити против партизана и комуниста али не и Руса јер су они савезници". Према Ратном дневнику Армијске групе Ф, Кесеровић је сарађивао, и у августу ступио под команду борбене групе Дизенер у операцијама против НОВЈ.
Четничка група »Кесеровић« ступила је добровољно под команду Борбене групе »Дизенер«
И према америчком поручнику Крамеру, пре 14. октобра четници су у присуству Немаца превожени камионима, чему је лично био сведок.

### Преговори са Немцима
Поводом ултиматума Кесеровића и Крамера, у Крушевац је колима дошао оберфирер Кум, командант 7. СС дивизије, а авионом је долетео генералштабни пуковник Бернхард фон дер Шевалери, начелник штаба корпуса „Милер". Кесеровић наводи да су на преговорима учествовали Кум и оберфирер мајор Кни, командант фелдкомандантуре 833 (Крушевац), док је Шевалери изјавио да је и он разговарао са Крамером. На тим преговорима, у којима је учествовао поручник Крамер, немачкој страни представљена је идеја да се Немци предају четницима, с тим да се са одредима четника заузме низ насеља где ће бити подигнута америчка застава и да се на тај начин спречи улазак јединица Црвене армије.
Према Кесеровићевом тврђењу, немачка страна је пристала на предају, а официри су тражили „да им се одобри да се могу вратити до својих потчињених старешина, да би се избегао евентуални сукоб приликом разоружавања услед необавештености". Према Кесеровићу, „већина немачких јединица полагала је оружје без отпора, а известан део је давао отпор". С друге стране, оберфирер Кум, који у својој књизи сећања врло детаљно пише о овим данима, уопште не помиње било какве губитке у Крушевцу. У самом граду се налазио штаб фелдкомандантуре и неке мање позадинске снаге, уз један број припадника РЗК. По наређењу Кума, у Крушевац је дошла немачка оклопна формација, која је евакуисала немачке снаге. Број војника које су заробили четници није са сигурношћу утврђен.
Четници су задржали пуковника Шевалерија као заробљеника. Он се „није плашио насиља од стране четника, јер су они свуда радили у контакту са Немцима“. Према њему, „настала издаја четника и њихов прелаз на страну Црвене армије за немачку команду је потпуно изненађење". Шевалерија су четници касније предали Црвеној армији.

### Преговори са Црвеном армијом
Остварујући план о спречавању уласка Црвене армије стављањем исте пред свршен чин, Кесеровић и Крамер су, истовремено са преговорима са Немцима, упутили преко потпоручника Александра Златковића Крамерово писмо штабу 52. стрељачке дивизије Црвене армије. Златковић је успоставио контакт генералом Миљајевим, командантом 52. стрељачке дивизије, у 10 часова 14. октобра. Њему је, осим Крамеровог писма, саопштио Кесеровићев захтев да Црвена армија сачека са нападом како би он са својим снагама разоружао Немце у граду ослободио Крушевац без борбе. Према Кесеровићевом извештају, Миљајев је Златковића примио хладно, поставивши му захтев да истога дана разоружају и предају Немце који се налазе са њима, да потом положе и своје и немачко оружје трупама Црвене армије, и да се на крају сами предају. Ово је била уобичајена рутина коју су снаге Црвене армије примењивале у сусрету са разним квислиншким формацијама. Став Миљајева Кесеровић је доцније тумачио као покушај преваре, међутим ни у једној интерпретацији није спорна чињеница да до напада у том року није дошло.
Кесеровићева и Крамерова идеја о заустављању наступања Црвене армије услед присуства америчких и четничких представника које претендују да контролишу локалну ситуацију била је са војничког становишта нереална, будући са су се јединице Црвене армије већ налазиле у покрету, у наступању у склопу ширег оперативног плана. 223. дивизија је већ увелико била у току извршења борбеног задатка, који је за 14. октобар предвиђао заузимање Крушевца. „Да заустави развој офанзиве III украјинског фронта због преговора са потпоручником ЈВуО А. Златковићем, генерал-мајор Миљајев није могао, а вероватно није ни хтео."
Међутим, команданти на терену наступајућих колона Црвене армије нису били сасвим упознати са општим ставом своје команде према четницима. Један од Кесеровићевих команданата, мајор Весић, успоставио је контакт „са једним руским поручником“. Након тога је преко потпуковника Пилетића, као официра за везу, успостављен контакт са потпуковником који је командовао колоном Црвене армије у селу Јасици.
Након 9:00 снаге ЈВуО почеле су да разоружавају преостале Немце и припаднике РЗК. У томе су, према Кесеровићу, учествовали и недићевци. Ситуација је била хаотична, тако да су главне немачке снаге неометано напустиле град, док су заостали делови и заштитнице разоружане. Том приликом дошло је и до размене ватре са обе стране и са обостраним жртвама. Снаге ЈВуО заплениле су знатне количине оружја, ратног и осталог материјала. Према поменутом Кесеровићевом извештају, у 10:30 Крушевац је био слободан.
Око 11 часова у град је са истока, из правца села Јасика, ушао предњи одред 52. дивизије Црвене армије. Кесеровићеве снаге и равногорски оријентисани угледни грађани организовали су дочек и митинг у центру Крушевца, на којем су говорили совјетски потпуковник, Кесеровић и поручник Крамер.
Око 13 часова са севера и североистока, од правца села Дедина, пред Крушевац је избио други одред Црвене армије. Он је наишао на утврђене одбрамбене положаје ЈВуО, које су у том сектору држале 1. и 2. расинска бригада ЈВуО, под командом капетана Мирка Томашевића. Заменивши из за припаднике НОВЈ, снаге ЈВуО отвориле су ватру на ову колону. Нашавши се под ватром, црвеноармејци су се организовали за напад. У садејству са батаљоном Треће и батаљоном 17. српске бригаде, црвеноармејци су одбацили снаге ЈВуО и такође ушле у центар града. Током ових борби са снагама ЈВуО погинуло је 18 црвеноармејаца и 6 припадника НОВЈ.
Током послеподнева, вероватно након пријема инструкција из штаба, снаге Црвене армије у Крушевцу почеле су да инсистирају да четници предају оружје.

### Улазак снага НОВЈ у Крушевац
Немајући обавештења о развоју ситуације у Крушевцу, главнина снага Друге пролетерске дивизије (4. пролетерска на левом и 6. српска на центру и главнина 3. српске на десном крилу), отпочела је према раније издатом наређењу напад у 16 часова напад широким фронтом на спољашњу одбрану Крушевца и на комуникацију према Трстенику. Наишавши на местимично јак отпор снага ЈВуО на утврђеним положајима, напад се одужио током целе вечери и ноћи. Најјачи отпор пружен је са Багдале, Равњака и Беговог Брда, испред 3. и 5. батаљона 4. пролетерске и 1, 2. и 3. батаљона 6. српске бригаде. Овај отпор коначно је савладан на тај начин што су 3. и 5. батаљон главнином снага извршили обухват преко Пањевца, и пробили се до комуникације Јасика-Крушевац. Пошто на овом правцу није било утврђене одбране ЈВуО због прихвата црвеноармејаца, ови батаљони су продрли у центар и, угрозивши упоришта ЈВуО, изазвали пад одбране. Пред јутро је на свим правцима сломљен отпор, и јединице Друге пролетерске дивизије ушле су у град и избиле на комуникације.
Кад је почео напад Друге пролетерске дивизије, Кесеровић је захтевао од совјетског пуковника чије име не спомиње да интервенише ради обустављања напада, на шта је овај пристао. Ову интервенцију официра Црвене армије спомиње и Блажо Јанковић, тадашњи командант Четврте пролетерске бригаде. Јанковић тврди да га совјетски капетан који је пренео захтев за обуставу напада, није обавестио о положају својих снага. Јанковић је захтев енергично одбио.
Овај руски официр, по чину изгледа капетан, дошао је на командно место код мене (рејон Пепељевца) и ја сам га вратио давши му изричити негативан одговор да пренесе претпостављенима да се не играју ватром, јер ми, у сопственој земљи, најбоље знамо шта да радимо. Официр ми није ништа казао о положају њихових јединица, тако да смо и даље живели у уверењу да су јединице Црвене армије далеко од Крушевца.
Из наређења штаба Друге пролетерске дивизије од 21:30 те вечери, види се да ни штаб дивизије те вечери није био обавештен да се снаге Црвене армије још од преподнева налазе у граду.

Током следећег дана конфузија се до неке мере наставила. Након пристизања штаба 52. дивизије Црвене армије и разговора са штабом Друге пролетерске дивизије НОВЈ, официри Црвене армије престали су да прихватају Кесеровићеве предлоге, али нису испољили отворено непријатељство, већ су захтевали „привремено разоружање“, што су официри ЈВуО сматрали за прозиран маневар.
Ујутру 16 око 7 часова одржана је конференција на коју су присуствовали сва три Руса, командант Топличког корпуса пуковник Јововић, командант Округа пуковник Вујичић, командант 1 Топличке бригаде, мајор Ђурковић, командант 2 Топличке бригаде, мајор Ивановић, командант 3 Топличке бригаде мајор Јулинац, командант 1 Косаничке бригаде, мајор Нићифоровић, командант 2 Добричке бригаде, капетан Костић и капетан Поповић и Узелац који су били на преговорима у Почековини. Том приликом записнички је констатовано шта Руси траже од нас. Њихови захтеви углавном су се састојали у томе, да се одмах изврши прикупљање свих наших јединица,, да се ово прикупљање изврши на просторији између Стапање и Почековине, где ће наше јединице привремено бити разоружане, да ће од тих разоружаних јединица бити формирана народна војска у којој ће све наше старешине задржати своје положаје, звања и одличја и доцније та народна војска употребљена у борби против Немаца. Наш одговор који је исто тако записнички констатован састојао се у томе, да смо ми само један део југословенске војске у Отаџбини и да према томе не можемо водити посебне разговоре, јер зато нисмо ни надлежни, већ предлажемо да Црвена армија, односно њени надлежни команданти, одмах одреде преговараче које ћемо ми спровести до Врховне команде где ће са Начелником Штаба Врховне команде генералом Дражом Михаиловићем, регулисати за целу Југославију однос између наших и Руских трупа.
Истовремено, у граду су биле присутне и снаге НОВЈ, које су заробљавале припаднике ЈВуО у свакој указаној прилици. На крају је Кесеровић са делом својих снага, претрпевши високе губитке у заробљенима и несталима, успео да се одвоји од снага Црвене армије и НОВЈ, и пробије се према југозападу, у област Ивањице, где се прикључио снагама генерала Трифуновића. Након тога, заједно са главнином ЈВуО, садејствовао је са Армијском групом „Е“ приликом њеног пробоја кроз Санџак и борби у источној Босни.
Током напада на Крушевац 14/15. октобра, Четврта пролетерска бригада имала је 10 погинулих бораца, међу којима и Салих Шахбаз, командир чете у 3. батаљону. Током борби у Крушевцу и околини септембра и октобра 1944, према прикупљеним подацима, Друга пролетерска дивизија имала је укупно 153 погинула борца (111 из Четврте пролетерске, 32 из Треће српске и 10 из Шесте српске), као и 10 бораца 17. српске бригаде НОВЈ и 27 бораца Команде Крушевачког војног подручја.
Снаге Црвене армије и НОВЈ успоставиле су од 15. октобра и на овом подручју блиску тактичку сарадњу, па су 17. октобра ослободиле Трстеник, док је Друга пролетерска дивизија 18/19. октобра ослободила Врњачку Бању. Немачка Команда Југоистока разматрала је могућност поновног заузимања Крушевца, али ни у једном тренутку није успела да прикупи довољне снаге. Током наредних дана почела је 33-дневна битка за Краљевачки мостобран између здружених совјетско-југословенских снага и немачке Корпусне групе „Милер“.

## Покушаји ЈВуО да се приближи савезницима
Кесеровићев покушај да успостави савезнички однос са Црвеном армијом представља посебну примену Михаиловићеве ратне доктрине како током рата треба сачувати снаге и успоставити доминацију на терену уз помоћ окупатора, а затим, кад дође до слома Немачке, војно се ангажовати на страни Савезника и тако обезбедити власт. Он је у складу са Михаиловићевом директивом да се Црвена армија прихвати као савезничка сила, а да се према НОВЈ задржи најоштрији непријатељски став.
Током септембра 1944. пуковник Пилетић покушао је да већ у Румунији успостави савезничке контакте са Црвеном армијом. Међутим, будући да је питање признавања владе Тито - Шубашић већ било усаглашено на највишем савезничком нивоу, овај покушај био је безнадежан, и остао је неуспешан.
Такође током септембра, привремено се одвојивши од Михаиловића, група официра ЈВуО формирала је "Независну групу националног отпора" (НГНО) у Херцеговини, и ушла у непријатељства са немачким снагама. Овај покушај потрајао је око 12 дана, након чега се угасио.
Након Кесеровића, сличан покушај истовременог окретања оружја према Немцима и наслањања на снаге Црвене армије извео је Предраг Раковић са својим Другим равногорским корпусом ЈВуО. Ова неформална толеранција потрајала је од 24. до 31. октобра.
После ових неуспеха у покушајима радикалног заокрета у последњој фази рата на свом терену, снаге ЈВуО оријентисале су се на груписање уз ослонац на Немце ради опстанка, да би задржали отвореном могућност успостављања наслона на западне савезнике, било преко Словеније, било приликом евентуалног искрцавања на јадранској обали.

## Контроверзе око ослобођења Крушевца
У званичној послератној југословенској историографији 14. октобар усвојен је као дан ослобођења Крушевца, и признавана је одлучујућа улога Црвене армије. У центру града подигнут је споменик осамнаесторици црвеноармејаца који су погинули у сукобу са четницима Мирка Томашевића, а на зграду Дома синдиката постављена је спомен-плоча поводом ослобођења Крушевца.
У емигрантским круговима и публицистици међутим прича о ослобођењу Крушевца заузимала је значајно место у образлагању тезе да су четници били антифашистичка и ослободилачка снага, те да им је учињена историјска неправда и фалсификована истина о њима. Оваква гледишта постала су присутна и у Србији, нарочито након чланка Милослава Самарџића у броју 57 часописа " Погледи " од 01.-15. марта 1990. године, у којем се заслуга за ослобођење Крушевца приписује четницима. Након овога тема је обрађивана у читавом низу књига и новинских фељтона. Под утицајем ових тумачења која су стекла широку популарност, током деведесетих уклоњен је споменик погинулим црвеноармејцима, а 2004. је скинута и спомен-плоча.
Историјски архив Крушевца организовао је изложбу докумената и слика, радио-Крушевац расправу, а СУБНОР је организовао трибине уз присуство учесника и сведока. Из докумената јасно произилази да је постојала широка сарадња између ЈВуО и Немаца у Крушевцу почев од јула 1944. 15. јула 1944. у овом граду одржан је састанак између представника Четврте групе јуришних корпуса ЈВуО и Војноуправног команданта Југоистока. Сам Кесеровић, као и бројни његови команданти, био више пута присутан у Крушевцу. Дневник Команде Југоистока помиње га у запису од 10. августа 1944. (Четничка група »Кесеровић« ступила је добровољно под команду Борбене групе »Дизенер«). бројни сведоци тврде да је, почев од 29. септембра, углавном живео у својој кући, те да се његов штаб налазио у центру града.
У кући Светислава Милосављевића Тиле пушкара, Кесеровић је сместио свој штаб Расинско-топличке Групе корпуса... Кесеровић је становао у својој кући у Пећкој улици, а у штаб долазио сваког јутра... У Душановој улици (данас улица Милоја Закића) смештен је штаб Расинског четничког корпуса мајора Зорана Антоновића; на крају Старе чаршије према Лазарици други штабови, кафане пуне четника, у шталама пуно коња и послуге. Недалеко од моста у Лазарици је штаб Весића, у Бивољу штаб Мирка Томашевића. На обали Расине у Бивољу копали су дубоке ровове и утврђења.
Међутим, из немачких докумената јасно произилази да је нетачно да су Немци својевољно напустили Крушевац. До њихове журне евакуације из Крушевца дошло је услед распада фронта и незаустављивог наступања Црвене армије, али је у њој несумњиво имао удела и непријатељски став који су Кесеровићеве снаге испољиле према њима тог дана.
Командант 7. СС дивизије Ото Кум у својој монографији о дивизији опширно и детаљно је писао о борбама током Нишке операције, а посебно исцрпно о борбама 14. октобра на путу Ниш - Прокупље. Иако се из цитираних докумената види да су се 13. октобра у Крушевцу налазили неки позадински делови његовог штаба (служба за снабдевање), он догађаје 14. октобра у Крушевцу не помиње ни једном речју.